# Lagerlunda
Lagerlunda är en herrgård i Linköpings kommun och ligger åtta kilometer väster om staden Linköping. Den tillhörde på 1500-talet släkten Stålhandske. Gården kom på 1640-talet till hovrättspresidenten Israel Forthelius, adlad Lagerfelt. Efter honom fick gården sitt nya namn och i hans släkt har den sedan dess förblivit.
Vid Lagerlunda står runstenarna Ög 109 och Ög 110.
Vid Lagerlunda inträffade järnvägsolyckan i Lagerlunda den 15 november 1875.

## Historik
Lagerlunda säteri i Kärna socken, Hanekinds härad. Denna egendom är ett urgammalt herresäte och finns under namnet Lathinge eller Lelunda omtalad under 1300-talet, då Simon av Ulvvapnet skrev sig hit. År 1369 och även sedermera kallades egendomen Ledingelunda, vilket namn man trott härleda sig ifrån, att Östgötarne sedan urminnes tid på det närbelägna Malmen haft sin "ledung" eller krigsrustning. Sistnämnda år skänkte Åke i Rappestad en del av Ledingelunda till Vreta kloster. Senare gavs andra delar till samma kloster av Laurens Siggesson (Sparre) och av Bengt Haraldsson. Den sistnämnda sålde likväl samma ägodel till annan person, vad tvist uppstod, om vem som var rätt ägare, vilken tvist avgjordes år 1479 av Östgötalagmannen Arvid Birgersson Trolle. År 1515 skrevs gårdens namn Ladingalunda. Reducerades sedermera vid Västerås recess 1527. Uppgifterna om ställets ägare äro därefter något olika. Enligt Anrep skulle egendomen under 1500-talét först ha tillhört Harald Tyrilsson Sluk, men enligt Tham skulle den blivit donerad år 1599 till Harald Tyrilssons son Tyril Haraldsson (Stålhandske). Enligt en annan uppgift skulle Thyrs Haraldsson år 1588 erhållit frälsefrihet på Ledingelunda av konung Johan III, vilka privilegier för alltid skulle blivit stadfästade av konung Sigismund år 1594. Thyrs Haraldssons son Peder Stålhandsk, som vidare innehade
egendomen, gav densamma i morgongåva till sin fru Karin Rosenbielke, som återskänkte hälften av säteriet eller Ledingelunda Västergård, såsom det då hette, samt bortbytte den andra hälften på 1640-talet till sin frände, den på sin tid såsom verksam och skicklig ämbetsman kände och berömde, vice presidenten Israel Israelsson (Fortelius), adlad Lagerfelt, vilken stadfästes i besittningsrätten av drottning Kristina år 1650. Sedan denna tid har egendomen utan att vara fideikommiss i omkring 230 år tillhört samma familj. Efter presidenten Lagerfelts död härstädes 1684 tillhörde godset hans änka Kristina Maria Hård af Thorestorp (död härstädes 1701), under vars tid eller måhända under mannens egendomen fick sitt nuvarande namn. Tillhörde vidare deras barn, av vilka kapten Nils Lagerfelt bortbytte Lagerlunda emot Viggebyholm till sin yngre broder, ryttmästaren Karl Gustaf Lagerfelt (död 1705). Ägdes sedermera av dennes son, presidenten och landshövdingen, friherre Gustaf Adolf Lagerfelt, efter vars död 1769 egendomen tillföll sonsonen, överstelöjtnanten, friherre Israel Lagerfelt, vilken härstädes nybyggde alla hus såväl manbyggnader som ladugårdsbyggnader till ett antal av över tjugo. År 1821 var ett så kallat storläger på den närbelägna exercisplatsen Malmen. Kronprins Oskar, sedermera konung Oskar I, hade då sitt högkvarter härstädes. Samtidigt härmed avled friherre Israel Lagerfelt. Egendomen ärvdes då av sonen, dåvarande protokollssekreteraren, sedermera hovmarskalken, friherre Israel Carl Adam Lagerfelt (död 1869) samt ägdes för närvarande av dennes son före detta kapten friherre Gustaf Axel Fredrik Lagerfelt.